# Leptopilina heterotoma
Leptopilina heterotoma är en stekelart som först beskrevs av Thomson 1862.  Leptopilina heterotoma ingår i släktet Leptopilina och familjen glattsteklar. Arten är reproducerande i Sverige. Inga underarter finns listade i Catalogue of Life.